# Блью, Банни
Банни Блью (англ. Bunny Bleu; урождённая Кимберли Сью Уорнер (англ. Kimberly Sue Warner); 1 июня 1964) — американская порноактриса.

## Биография
В 1983 году была обнаружена режиссёром Уильямом Марголдом и пришла в порнобизнес, сначала выполняя на съемочной площадке роль флаффера. Вскоре она начала сниматься и сама, участвуя в фильмах таких звезд, как Трейси Лордз и Кристи Кэньон. Благодаря своей внешности нимфетки Банни и далеко за двадцать удачно играла роли наивной чирлидерши, студентки или школьницы. В то время она была крашеной блондинкой.
На съемках она отличалась энтузиазмом, но с трудом заучивала свои роли. После участия в одном из первых бисексуальных фильмов студии «Catalina Videos» у Банни возникли проблемы с работой, так как актеры отказывались играть с ней, опасаясь СПИДа.
В 1989 году Банни ушла из отрасли, но в 1992 году начала сниматься вновь, вставив в грудь имплантаты и вернувшись к естественному каштановому цвету своих волос. После своего возвращения она участвовала во многих сценах анального секса, от которого раньше обычно отказывалась. Она отметила, что индустрия фильмов для взрослых стала более алчной и менее творческой, чем в первый период её карьеры.
Всего за свою карьеру снялась в 538 фильмах (включая компиляции).
В 1996 году за свой вклад в порнокинематограф была введена в Зал славы «Legends of Erotica», а в 1997 году в Зал славы AVN.

## Избранная фильмография
- 1984. Breaking It.
- 1984. Hanky Panky.
- 1984. Physical Attraction.
- 1984. Unthinkable.
- 1985. Gold Diggers.
- 1985. Ladies In Lace.
- 1985. Lusty Adventurer.
- 1985. Rub Down.
- 1985. Too Naughty To Say No.
- 1998. World’s Biggest Anal Gang Bang.